# Кун, Нельсон
Нельсон Кун (англ. Nelson Kuhn; род. 7 июля 1937, Whitemouth, Манитоба) — канадский гребец, выступавший за сборную Канады по академической гребле в 1960 году. Серебряный призёр летних Олимпийских игр в Риме, победитель и призёр регат национального значения.

## Биография
Нельсон Кун родился 7 июля 1937 года в поселении Уайтмут провинции Манитоба, Канада.
В юные годы переехал на постоянное жительство в Вернон, Британская Колумбия.
Занимался академической греблей во время учёбы в Университете Британской Колумбии в Ванкувере, состоял в местной гребной команде «Тандербёрдс», неоднократно принимал участие в различных студенческих регатах.
Наивысшего успеха в своей спортивной карьере добился в сезоне 1960 года, когда вошёл в основной состав канадской национальной сборной и благодаря череде удачных выступлений удостоился права защищать честь страны на летних Олимпийских играх в Риме. В программе распашных рулевых восьмёрок в решающем финальном заезде пришёл к финишу вторым, уступив около двух секунд команде из Австралии — тем самым завоевал серебряную олимпийскую медаль.
После римской Олимпиады Кун больше не показывал сколько-нибудь значимых результатов в академической гребле на международной арене.
Впоследствии за выдающиеся спортивные достижения был введён в Зал славы спорта Британской Колумбии (1977) и Зал славы спорта Университета Британской Колумбии (2012).